# Réaction seigneuriale et nobiliaire
Une réaction seigneuriale est une réaction administrative, une réaction nobiliaire est une réaction sociale.

## La réaction seigneuriale
À partir du XVIe siècle, et plus fortement à partir de 1760, les seigneurs ont cherché à restaurer d'anciens droits seigneuriaux afin d'augmenter leurs revenus. Les seigneurs ont fait refaire ces livres terriers par les feudistes, spécialistes des archives seigneuriales, des livres terriers et de l'arpentage des terres, par lesquels les seigneurs ont cherché à mieux maîtriser l'espace de leurs seigneuries.
On relativise désormais l'importance de ce mouvement de réaction seigneuriale, mais les révoltes locales et le climat qu'elles entraînent en 1789 auraient amorcé la Révolution française.

## La réaction nobiliaire auXVIeet auXVIIesiècle
À partir des guerres de Religion pendant la deuxième partie du XVIe siècle, la révolte nobiliaire commence à devenir un phénomène. Les guerres de Religion elles-mêmes sont pratiquées par la noblesse, qui est beaucoup plus atteinte par la réforme que la population, qui reste en grande partie catholique. C'est le début d'une période d'un siècle où la noblesse se révolte régulièrement pour tenter de freiner le phénomène d'absolutisme et de mise en avant de la bourgeoisie, qui devient privilégiée par les rois de France grâce à sa fidélité. Les révoltes sont le théâtre d'une véritable mise en scène de la noblesse, qui publie des pamphlets et n'hésite pas à montrer au grand jour son mécontentement. Il y a plusieurs révoltes qui s'opposent directement au pouvoir royal durant la première partie du XVIIe siècle, à commencer par les révoltes durant le début du règne de Louis XIII dans les années 1610, qui s'opposent à la mère régente qui est vue comme un obstacle au bon règne du roi, notamment parce qu'elle est très influencée par l'italien Concino Concini. La grande révolte nobiliaire de cette époque, c'est la Fronde. C'est à nouveau un épisode où la noblesse cherche à récupérer son pouvoir, qui n'a pas été respecté par le roi. La révolte de l'Orléanais de 1658-1659, où de petits nobles se constituent en assemblées, marque la fin de cette période, et le début de la « domestication des nobles » par Louis XIV, qui s'assure leur fidélité par leur présence à la cour royale. Les révoltes après cette période furent essentiellement populaires (révolte des Lustucru…).

## Le retour de la réaction nobiliaire auXVIIIesiècle
La réaction nobiliaire au XVIIIe siècle est un sursaut réactionnaire exercé par la noblesse dans la deuxième moitié du XVIIIe siècle pour tenter de récupérer ses pouvoirs d'antan face à la concurrence de roturiers riches ou d'une petite noblesse provinciale aisée pour occuper les plus hautes fonctions de la monarchie. La noblesse réimprime les notions de classe et de rang sociaux par le sang, et peut faire pression pour que les lois de l'État (ou royaume) se raffermissent en sa faveur. L'accès à la noblesse par les charges se restreint et certains petits nobles (ex : comte de Mirabeau) se trouveront ainsi relégués et siègeront dans le Tiers-État.
Ainsi, par l'édit de Ségur de 1781, la noblesse raffermit son monopole sur l'armée française, en réservant les charges d'officiers aux nobles disposant de quatre quartiers de noblesse, dans un contexte de la guerre d'indépendance américaine et d'émulation des idéaux des Lumières.
Des terriers et censiers sont dressés dans les années précédant la Révolution pour établir les droits des seigneuries y compris ceux de seigneuries ecclésiastiques.
Ainsi, l'archevêché de Paris fait dresser dans les années 1780 un terrier très détaillé de sa censive publié en 1786.
Gracchus Babeuf est un des feudistes employés à établir de tels documents.
Un exemple de réaction seigneuriale et nobiliaire : Buzet-sur-Tarn au nord de Toulouse : en 1771, le roi Louis XV échange un bois de la forêt de Compiègne contre la seigneurie de Buzet, avec le comte de Clarac, déjà propriétaire d'une seigneurie voisine. Dès son arrivée, le comte réclame tous les anciens droits féodaux, et se montre très imbu de ses droits et prérogatives. La population subit jusqu'à la Révolution. En 1791, la population incendie le château du comte et rend exemplaire ce village cité à la Convention nationale comme l'un des plus républicains de France.